# 萬樹
萬樹（1630年—1688年），字花農，一字紅友，號山翁、又号山農，南直隸常州府宜興縣人，清朝劇作家、詞人。

## 生平
吳炳的外甥。自幼即愛好詞曲。早年為監生，遊學北京，未得官而歸。康熙十八年（1679年）福建巡撫吳興祚愛其才，延聘至幕府，二十一年（1682年）吳興祚任廣東總督，萬樹隨行，一切奏議，皆出其手。才氣出眾，尤工詞曲，甫脫稿，吳興祚即令家伶捧笙璈按歌以作觴。可惜終身懷才不遇。二十七年（1688年）引疾致仕歸里，同年卒於廣西濛江舟中。著有《堆絮園集》、《香膽詞》、《璇璣碎錦》傳於世。
作曲共有二十餘種，大部分亡佚。今僅可考見其劇名十六種，雜劇八種：《珊瑚珠》、《舞霓裳》、《藐姑仙》、《青錢賺》、《焚書鬧》、《罵東風》、《三茅庵》及《玉山宴》；傳奇八種：《風流棒》、《空青石》、《念八翻》、《錦塵帆》、《十串珠》、《萬金瓮》、《金神鳳》及《資齊鑒》。王國維《曲錄》卷三有《風流棒》、《空青石》、《念八翻》三種合刻為一集，名為擁雙艷三種，較為有名。又以詞譜舊圖名棼亂，成詞律二十卷。